# Bahnhof Wusterwitz

Der Bahnhof Wusterwitz ist ein Bahnhof der Deutschen Bahn in der Gemeinde Wusterwitz im Westen des Landes Brandenburg. Er ist ein Durchgangsbahnhof an der Bahnstrecke Berlin–Magdeburg. Über mehrere Jahrzehnte war der Bahnhof Wusterwitz ein Anschlussbahnhof zur in den 1970er Jahren stillgelegten Bahnstrecke Wusterwitz–Görzke. Das Bahnhofsgebäude der Hauptbahn und einige Nebengebäude sind als Baudenkmal ausgewiesen.

## Geschichte
Bis 1846 wurde die Eisenbahnstrecke von Berlin über Potsdam und Brandenburg an der Havel nach Magdeburg verlängert. Das damalige Großwusterwitz erhielt darüber einen Anschluss an das deutsche Bahnnetz und einen Bahnhof.
1901 wurde von der Hauptstrecke abzweigend eine private Kleinbahn, die Bahnstrecke von Großwusterwitz über die Stadt Ziesar nach Görzke, eröffnet. Die Kleinbahn begann südlich der Anlagen der Hauptbahn und erhielt ein eigenes Empfangsgebäude und eigene Güterschuppen. 1914 verkehrten auf der Strecke von Wusterwitz nach Görzke täglich jeweils vier Züge in beiden Richtungen. 1939 fuhren auf der Strecke zwischen Wusterwitz und Ziesar täglich vier Züge je Fahrtrichtung und ein Zug von Wusterwitz nach Karow und zurück. Die Bahnverbindung zwischen Wusterwitz und Ziesar über Rogäsen und Warchau bestand im Personenverkehr bis 1971 und im Güterverkehr bis 1974. Anschließend stellte die Deutsche Reichsbahn auf dieser Strecke den Verkehr ein und ließ die Gleisanlagen zurückbauen. Reste des Gleises sind an verschiedenen Stellen noch vorhanden.
Die Bahnstrecke von Berlin nach Magdeburg wurde nach der politischen Wende als Verkehrsprojekt Deutsche Einheit in den 1990er Jahren saniert und elektrifiziert. Ab Dezember 1995 fuhren so beispielsweise ICE (ohne Halt) durch Wusterwitz. Seit dieser Zeit ist Wusterwitz Haltestelle der Regionalexpress-Linie 1. Diese fährt seit 1998 von Magdeburg Hbf über Brandenburg Hbf, Potsdam Hbf und Berlin nach Frankfurt (Oder). 
Im Zuge der Modernisierung des Bahnhofs wurden das historische Bahnhofsgebäude mit Fahrkartenschalter geschlossen, Bahnsteige verlegt und lediglich Unterstände für Reisende aufgestellt.
Im Fahrplan 2024 wird Wusterwitz im Tagesverkehr im Takt mindestens einmal die Stunde je Fahrtrichtung befahren. In frühen Vormittagsstunden verkehren einige zusätzliche Züge nach Berlin. Wusterwitz liegt als letzter Bahnhof im Land Brandenburg Richtung Magdeburg an der westlichen Grenze des Verkehrsverbundes Berlin-Brandenburg.

## Historische Bahnhofsgebäude

### Gebäude der Bahnstrecke Berlin–Magdeburg

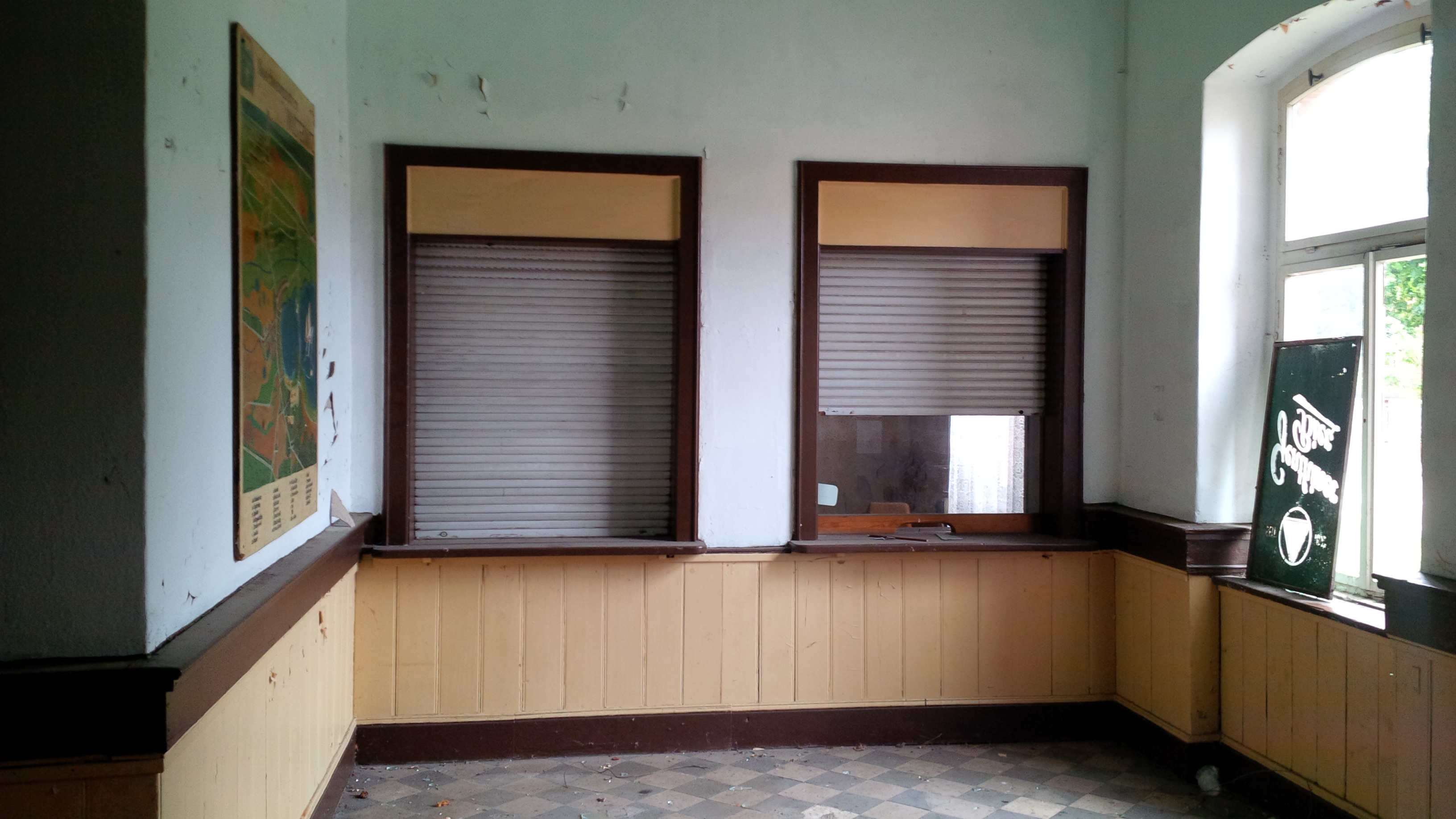
Der ehemalige Schalterraum im Empfangsgebäude

Das ehemalige zweistöckige Empfangsgebäude der Bahnlinie von Berlin nach Magdeburg im Stil des Historismus steht nördlich der Gleisanlagen. Es handelt sich um einen roten, unverputzten Backsteinbau. Das Empfangsgebäude weist acht Fensterachsen auf. Die straßenseitig von Westen her vierte Fensterachse befindet sich in einem Mittelrisalit, in welchem sich der Hauptzugang zum Gebäude befindet. Auf der Gleisseite existiert ein ähnlich gestalteter Risalit. Die Fenster des Untergeschosses und das Portal sind segmentbogig gestaltet. Im Obergeschoss wurden Rundbogenfenster verbaut. Schmuckelemente sind Lisenen, die die Fensterachsen, und Gesimse, die die Stockwerke trennen. Weiterhin sind die Fenster jeweils einfach abgestuft. Es gibt mehrere Blenden und im Obergeschoss unter dem Traufgesims einen leicht profilierten Fries. Die Giebel der Risalite sind verschieden gestaltet. Der straßenseitige Risalit weist Giebelohren auf und verjüngt sich zunächst nach oben und endet stumpf. Der gleisseitige Risalit ist mit einem Stufengiebel gestaltet. Das Dach ist mit Kupferschiefer eingedeckt.
Östlich und westlich schließen sich jeweils weitere, einstöckige Bahnhofsgebäude wie Güterschuppen an das Empfangsgebäude an. Diese sind ebenfalls aus roten Klinkern gemauert. Seit dem Neubau der Eisenbahnstrecke in den 1990er Jahren sind die alten Bahnhofsgebäude stillgelegt. Sie verfügen seither über keinen Zugang zu Bahnsteigen. Diese wurden entweder weiter nach Westen verlegt (nördlicher Bahnsteig, der zuvor unmittelbar am Empfangsgebäude lag) oder der Übergang für Fußgänger wurde abgebaut (südlicher Bahnsteig). Von den Gleisen und der Bahnlinie sind die alten Gebäude durch einen Zaun getrennt.

### Gebäude der Bahnstrecke Wusterwitz–Görzke

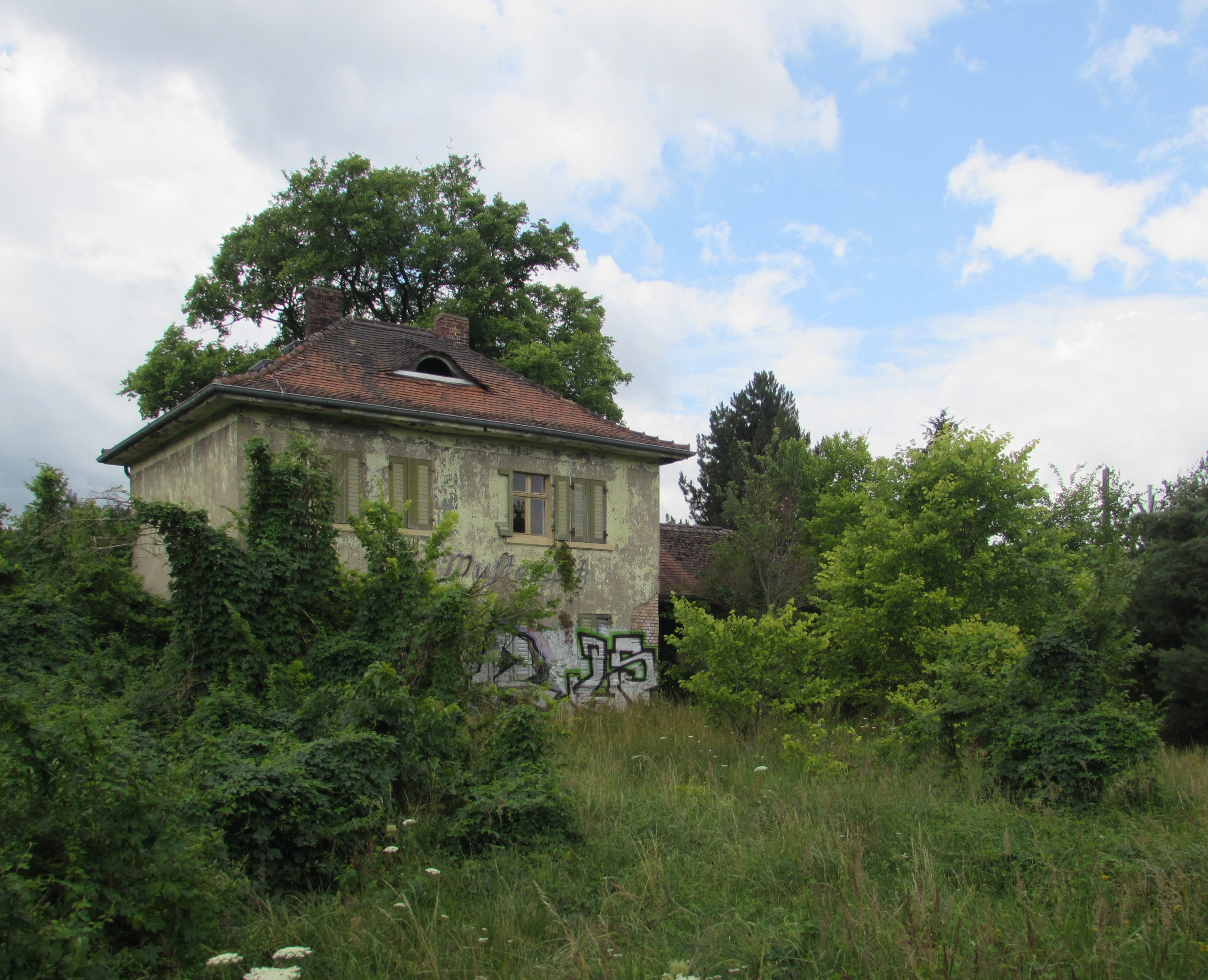
Empfangsgebäude der ehemaligen Kleinbahn Wusterwitz–Görzke

Südlich der bestehenden Bahnlinie befindet sich das ehemalige Empfangsgebäude der Kleinbahn von Wusterwitz nach Görzke. Es handelt sich ebenfalls um einen zweistöckigen Bau. Dieser ist verputzt und weist einen gelblich, grünen Anstrich auf. Die Fenster sind schmucklose Rechteckfenster mit Fensterläden aus Holz. Ein Walmdach ist mit roten Biberschwänzen eingedeckt. Im Dach befindet sich eine Fledermausgaube als lichte Öffnung. An das Empfangsgebäude schließt sich ein einstöckiger ehemaliger Schuppen an. Die Gleisanlage der Kleinbahn ist teilweise abgebaut, teilweise, so noch vorhanden, von Wildwuchs überwuchert. Ein Anschluss an das Eisenbahnnetz besteht für noch vorhandene Gleisanlagen nicht mehr. Der alte Bahnsteig ist unter Pflanzenwuchs noch vorhanden. Auch die Gebäude der Kleinbahn sind seit den 1990er Jahren durch Zäune vom Bahnhof getrennt.

## Bestehende Infrastruktur

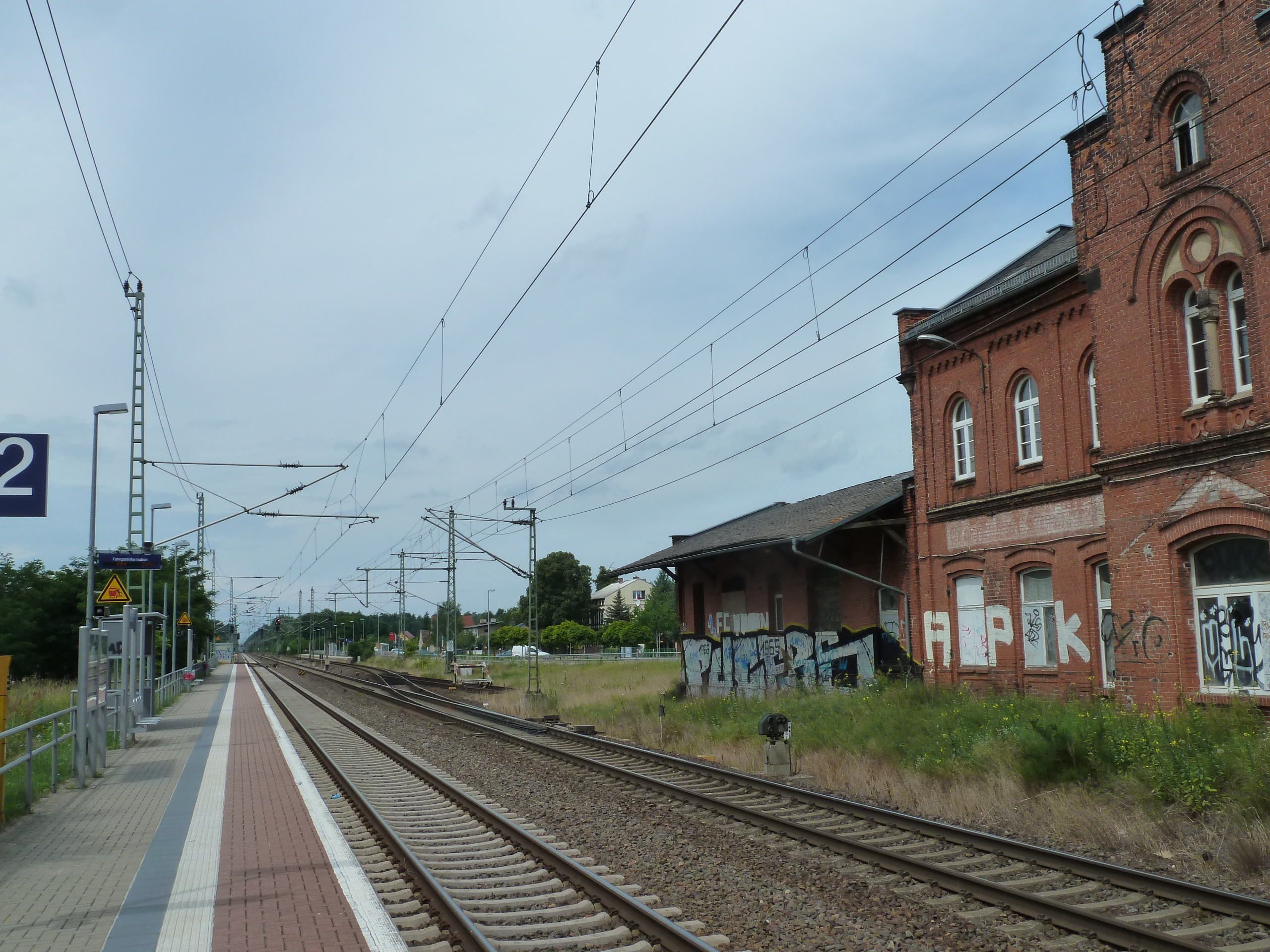
Bahnsteig für Züge Richtung Berlin (links), im Hintergrund rechts der Gleise Bahnsteig Richtung Magdeburg

Der Bahnhof Wusterwitz besitzt seit seiner Modernisierung vier Gleise: zwei durchgehende Hauptgleise und zwei außen liegende Überholungsgleise westlich des alten Empfangsgebäudes. Der Bahnsteig in Richtung Magdeburg liegt am nördlichen Überholungsgleis deutlich vom ehemaligen Bahnhofsgebäude entfernt, der Bahnsteig für Züge Richtung Brandenburg an der Havel, Potsdam und Berlin liegt am südlichen Hauptgleis gegenüber vom Empfangsgebäude. Die Bahnsteige sind für einen barrierefreien Zu- und Ausstieg in beziehungsweise aus den Zügen erhöht. Unterstellmöglichkeiten für Reisende bieten jeweils kleine Unterstände in Glas-Stahl-Bauweise. Daneben existieren weitere Sitze aus Stahl unter freiem Himmel. Ein direkter Übergang zwischen den Bahnsteigen ist nicht gegeben. Der einzige Weg zwischen den Bahnsteigen verläuft außerhalb des Bahnhofsgeländes über den Fußweg der Ernst-Thälmann-Straße beziehungsweise Walther-Rathenau-Straße, der ehemaligen Landesstraße 96. Diese kreuzt östlich des Bahnhofsgebäudes die Gleise. Jenseits der Ernst-Thälmann-Straße befindet sich eine Unterstellmöglichkeit für Fahrräder, auf der Nordseite des Bahnhofs wurden Parkplätze für Autos geschaffen. Ebenfalls auf der Nordseite vor dem ehemaligen Empfangsgebäude befindet sich eine Bushaltestelle, an der regionale Omnibusse als Zubringer halten.